# Polar+
 (mai 2025).
Si vous disposez d'ouvrages ou d'articles de référence ou si vous connaissez des sites web de qualité traitant du thème abordé ici, merci de compléter l'article en donnant les références utiles à sa vérifiabilité et en les liant à la section « Notes et références ».
Ne doit pas être confondu avec la chaîne Polar d'AB Groupe / Mediawan Thematics.
Polar+ est une chaîne payante de télévision française appartenant au Groupe Canal+, du groupe Vivendi, lui-même contrôlé par le groupe Bolloré. Elle est consacrée aux films et séries policières, lancée le 26 septembre 2017 à 6 h 30 afin de remplacer la chaîne 13ème rue supprimée des offres de Canal+ et faisant dès lors partie du service Universal+.

## Programmes
La programmation comprend principalement du cinéma de patrimoine.

### Magazine
- Pistes noires, émission sur l'actualité du polar (littérature, cinéma, BD, théâtre..) présenté par Fabrice Drouelle.

### Séries télévisées
Séries françaises
- Adresse inconnue
- Caïn
- Commissaire Cordier
- Détectives
- Diane femme flic
- Falco
- Le Chinois
- Les Bleus, premiers pas dans la police
- Les Cordier, juge et flic
- Les Bœuf-carottes
- Quai n° 1
- Mafiosa
- Maigret
- Mongeville
- Nestor Burma
- Petits meurtres en famille
- Police District
- Spotless
- Un flic

 Séries allemandes 
- Baltic Crimes
- Un cas pour deux

 Séries argentines 
- El Marginal (dès le 2 juillet 2018)

 Séries américaines  :
- Brotherhood
- Dexter
- Enquêteur malgré lui
- FBI : Duo très spécial
- L'Aliéniste
- New York Police Blues
- Person of Interest
- Psych : Enquêteur malgré lui
- Roman noir
- Starsky & Hutch
- Ten Days in the Valley
- The Act

 Séries belges
- A tort ou à raison
- De Dag

 Séries britanniques :
- Associés contre le crime
- Prime Suspect 1973 (en)
- Hinterland
- Meurtres à l'anglaise
- Shetland
- Scotland Yard, crimes sur la Tamise
- Suspects

 Séries canadiennes 
- Cardinal (dès le 13 août 2018)

 Séries danoises
- The Killing

 Séries espagnoles
- La Zona (es)
- Antidisturbios

 Séries finlandaises  :
- Bordertown
- Arctic Circle

 Séries norvégiennes
- Monster

 Séries polonaises
- The Teach

 Séries suédoises
- Maria Wern
- The Lawyer

 Séries italiennes
- Il Cacciatore

### Cinéma
- 2 films, le jeudi soir dès 21h00

### Téléfilms
- 2 téléfilms, le samedi après-midi vers 14h00
- 1 téléfilm, le samedi soir vers 22h30
- 2 téléfilms, le dimanche après-midi vers 15h10

## Diffusion
La chaîne est diffusé sur le satellite et en OTT dans les offre CANAL, mais aussi en IPTV chez les fournisseurs d'accès à Internet partenaires de CANAL+.
| Opérateur  | Offre                        | Canal |
| ---------- | ---------------------------- | ----- |
| Canal+     | Essentiel Famille (basique)  | 51    |
| Free       | Option : Panorama by Canal   | 55    |
| Orange     | Option : Famille by Canal    | 87    |
| SFR        | Exclu FTTLa                  | 166   |
| UPC Suisse | Option : Canal Ciné & Séries | 42    |